# Diltiazem
Diltiazem je član klase lekova koji su blokatori kalcijumskih kanala. Ovaj lek ne sadrži dihidropiridin. On se koristi za tretiranje hipertenzije, angine pektoris, i pojedinih tipova aritmije. On je teratogen.
On je takođe efektivan u prevenciji migrene. On je česta primesa kokaina zaplenjenog u Velikoj Britaniji. Poznato je da redukuje želju za kokainom kod pacova.
Diltiazem je supstrat i inhibitor enzima CYP3A4.

## Spoljašnje veze
|  | Molimo Vas, obratite pažnju na važno upozorenje u vezi sa temama iz oblasti medicine (zdravlja). |